# Amphimenia
Amphimenia is een geslacht van wormmollusken uit de  familie van de Amphimeniidae.

## Soort
- Amphimenia neapolitana (Thiele, 1889)